# Erőss Lajos (országgyűlési képviselő)
Erőss Lajos (születésekor Erős, Fényeslitke, 1806. január 2. – 1870. június 15.) jogász, országgyűlési képviselő, főjegyző, földbirtokos, az Erőss család lengyelfalvi ágának a leszármazottja.

## Élete
Tanulmányai elvégzése után a Tettes Királyi Tábla hites jegyzője lett, majd hamarosan beválasztották az országgyűlésbe. Testvérével Györggyel 1847-ben építtették fel a fényeslitkei Erőss-kúriát. A szabadságharc leverése után gazdálkodással foglalkozott, mivel nem működött a parlamentarizmus. 1852-ben a Felső-Szabolcsi Tiszai Ármentesítő és Belvíz-levezető Társulat elnöke lett, ez a tisztséget 1854-ig töltötte be. 1861. április 4-én választották meg ismét a Felirati Párt színeiben. Ezt a mandátumát már meggyengült látással kezdte el, Lónyay Menyhért 1861. április 18-án feljegyezte, hogy be kellett őt vezetni az ülésterembe. A mandátuma nem tartott sokáig, az önkény véget vetett neki. A következő választás 1865-ben volt, és akkor is mandátumszerzéssel járt a Deák-párt színeiben. Ekkor már egészsége megromlott, ebből kifolyólag többször is 6 hetes, vidéken eltöltendő szabadságot engedélyeztek neki, de a mandátumot 1869-ig betöltötte. 1870-ben hunyt el Fényeslitkén, tüdőszélhűdésben.

## Emlékezete
2010-ben Fényeslitkén utcát neveztek el róla.